# Castillo de Carlos V (Lecce)

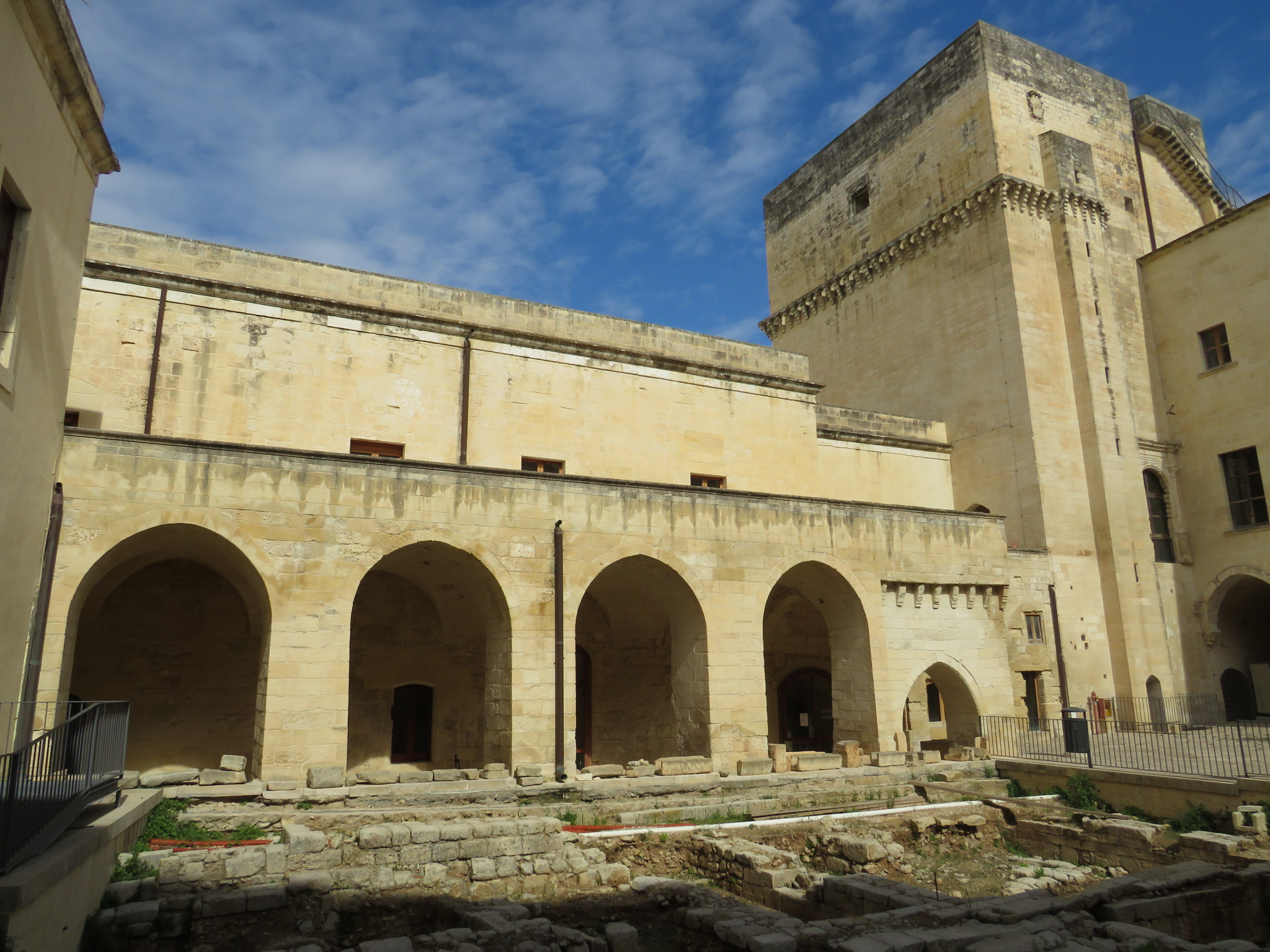
patio interior, fachada oeste y Torre Magistra

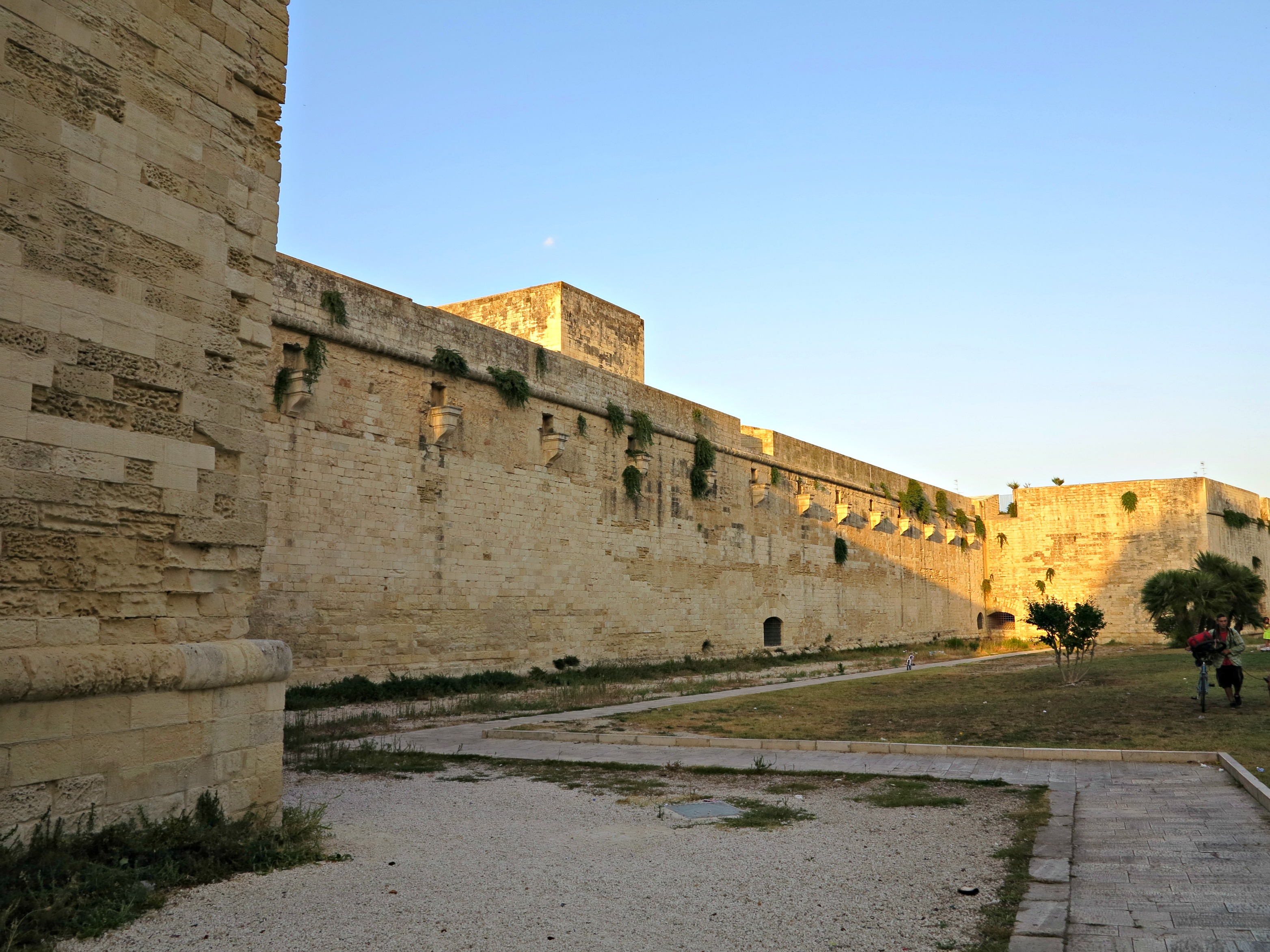
Lienzo sur de la muralla

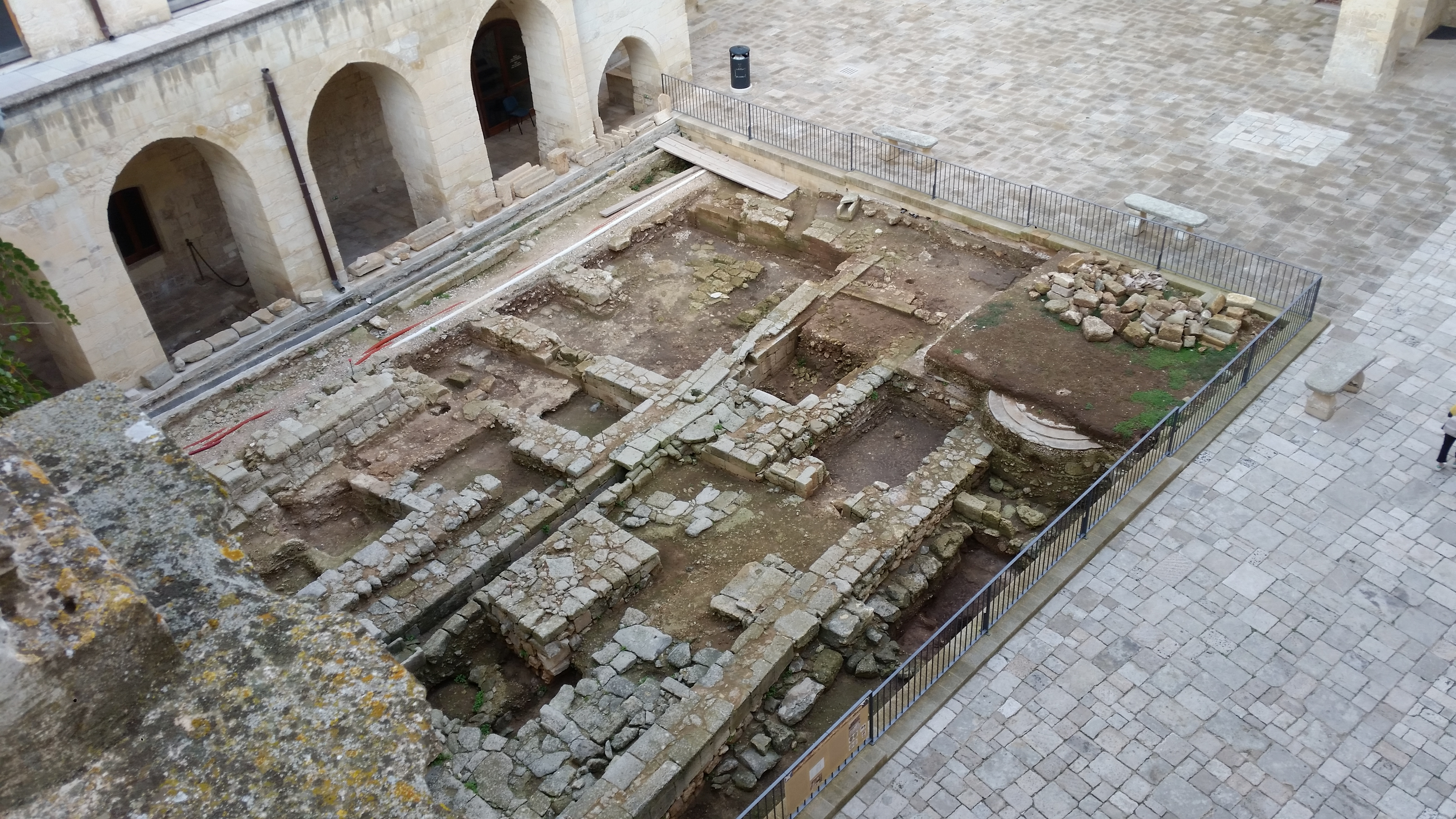
Excavaciones en el patio

El castillo de Carlos V (Lecce) se encuentra cerca del centro de la ciudad, próximo a la Piazza Sant'Oronzo. Fue una fortaleza defensiva creada en tiempos del emperador para hacer frente al turco, que acechaba desde la costa oriental del mar Adriático.

## Historia
En 1539, el emperador Carlos V de Habsburgo ordenó demoler el antiguo bastión principesco, que databa de la Edad Media, y construir una nueva fortaleza, dotada en aquella época de las técnicas arquitectónicas militares de vanguardia. Los trabajos de construcción y diseño del castillo, junto con las grandes murallas que ahora han desaparecido parcialmente, fueron confiados a Gian Giacomo dell'Acaya (1500-1570), ingeniero general del reino de Nápoles. La parte exterior se construyó entre 1539 y 1549. Las colosales y costosísimas obras, que duraron 24 años, fueron necesarias para defender la ciudad de los ataques de los turcos. Por ironías de la historia, el gran ingeniero Gian Giacomo dell'Acaya, que había construido las fortificaciones más importantes de Apulia, fue encerrado como prisionero en 1570, arrestado porque había garantizado un deudor insolvente. Despojado de todas sus pertenencias, ocupó la oscura cárcel del castillo que él mismo había construido unas décadas antes y murió aquel mismo año.
En 1872, se rellenó el foso que la rodeaba y se eliminaron los puentes levadizos de las dos puertas: («Porta Reale» y la «Porta Falsa o di Soccorso» (la puerta real y la puerta falsa o de socorro), recientemente reabiertas) de la parte trasera, la más desarrollada y la más fortificada, para contrarrestar los peligrosos ataques procedentes de la cercana costa del mar Adriático.
Al menos tres puertas de acceso al castillo parecen estar documentadas: La «Prima Porta» o primus introitus (registro de 1463), que ahora da a la plaza Libertini, probablemente la «Porta Regale» mencionada en 1544-5; La «Porta ferrata» o «Porta versus civitatem» (1463), que da a la ciudad; La llamada «Porta falsa» (1463), probablemente junto a la Torre Magistra.
Para dar paso a la imponente mole del castillo, se derribó el convento de los Celestinos con la iglesia aneja de Santa Croce, reedificados más tarde en Via Umberto I, y el elegante palacio del que quedan algunos vestigios integrados en el cuerpo central del edificio: la torre del homenaje al noreste, la torre situada a la izquierda en el patio y la «Torre mozza» al suroeste.
El castillo no sólo tuvo funciones defensivas; por ejemplo, en el siglo XVIII una de las salas se utilizó como teatro.
De 1870 a 1979, el Castillo fue cuartel y distrito militar. El 30 de abril de 1983, la Administración Militar cedió el Castillo al Ayuntamiento de Lecce, que ahora lo utiliza como sede del Departamento de Cultura y centro de actividades culturales. La primera planta del castillo, zona noroeste y sureste, se utiliza para albergar eventos, promover iniciativas culturales y realizar exposiciones temporales.
Recientes investigaciones arqueológicas llevadas a cabo por la Universidad de Salento han sacado a la luz el núcleo más antiguo (al menos hasta hoy) de la mansión, que se remonta a los siglos XIII y principios del XIV, es decir, entre la época sueva y la angevina. De esta época es la torre alta y elevada de forma cuadrada en el centro de la fortaleza del siglo XVI, a partir de la cual se organiza el actual castillo. En el transcurso del siglo XVI, como suele ocurrir en la zona de Salento, la mansión sufrió profundas modificaciones y lo que vemos hoy es en buena parte de este periodo. Sabemos que varias personalidades vinculadas a la arquitectura militar trabajaron allí, en particular, Gian Giacomo dell'Acaya (pero no hay certeza).

## Descripción
La forma del edificio defensivo es cuadrangular con otros tantos «baluartes» en las cuatro esquinas, de oeste a este en sentido horario: el baluarte conocido como S. Croce, S. Martino, S. Giacomo y S. Trinità. 
La forma ricalca quella tipica delle fortificazioni con baluardi agli angoli. Nella fortezza leccese vengono impiegati dei baluardi "fiancheggiati alla moderna", con i baluardi che rinserrano la cortina, muro rettilineo fra i due bastioni. Questo particolare concetto di architettura militare è stato particolarmente curato verso il lato ovest (quello che dava verso il centro cittadino).
La forma es típica de las fortificaciones con baluartes en los ángulos. En la fortaleza de Lecce se utilizan baluartes «de estilo moderno», en los que los baluartes encierran la muralla cortina, un muro rectilíneo entre los dos baluartes. Este particular concepto de arquitectura militar destaca especialmente en el lado oeste (el que da al centro de la ciudad). 
El castillo está situado a lo largo de una vía de comunicación muy importante desde la época romana y medieval, desde aquí se podía de hecho llegar al puerto de San Cataldo, el puerto de Lecce. La única puerta que permitía el acceso desde la ciudad era la llamada Porta Reale, bien protegida por los bastiones de S. Martino y S. Croce. Otra puerta se encontraba en el lado opuesto. En ambas puertas figuraba el escudo imperial de los Habsburgo. 
El edificio estaba completamente rodeado por un foso, ahora borrado por estructuras posteriores añadidas en particular durante el siglo XIX; cuenta la leyenda que la familia Orsini Del Balzo, siglo XIV, alojó un oso blanco en el foso, tanto como «símbolo de estatus» como para disuadir a posibles intrusos; en la puerta este aún hay señales donde debía descansar el puente levadizo con el que estaban equipadas ambas puertas. El castillo estaba bien provisto con piezas de artillería en varios niveles. Todavía son visibles los puntos donde se colocaron los cañones.